# Thomas Thould
Thomas Henry Thould (North Somerset, 11 de janeiro de 1886 - 15 de junho de 1971) foi um jogador de polo aquático britânico, campeão olímpico.
Thomas Thould fez parte do elenco campeão olímpico de Londres 1908.